# Statut des travailleurs
Le statut des travailleurs (en anglais Statute of Labourers) est une loi votée en 1351 par le parlement anglais sous le règne d'Édouard III en réponse aux conséquences démographiques et économiques de la grande peste. Son promoteur principal est John Halles.

## Histoire
La grande peste a tué environ le tiers de la population européenne et créé un manque de main-d’œuvre brutal qui intervient après une phase de surpopulation. Les propriétaires terriens se retrouvent en compétition pour obtenir de la main-d’œuvre, les paysans sont donc en position de force pour obtenir des avancées sociales. Mais l'augmentation des prix agricoles et des salaires entraînent une importante inflation. Pour la contrer Édouard III décrète l'ordonnance des Travailleurs de 1349. Le parlement la renforce par le statut des travailleurs de 1351.
Le statut établit pour les travailleurs un salaire plafonné proportionnel aux salaires payés avant la grande peste. Il est également établi que doit travailler tout homme ou femme en état de le faire et impose de fortes amendes aux oisifs. Dans la pratique, le statut est relativement peu appliqué et n’est pas vraiment couronné de succès ; en revanche, il permet d’établir une différenciation entre les travailleurs en état de travailler et les autres. Cette différenciation sera reprise dans les législations postérieures relatives à la pauvreté.
Le mécontentement provoqué par cette loi est l'un des facteurs déclenchant de la révolte des paysans anglais de 1381. Des évolutions similaires ont eu lieu à travers l'Europe et en particulier en France où le roi Jean II le Bon bloque les prix et interdit la mendicité pour les mêmes raisons.